# Хеллауэлл, Майк
Майкл Сти́вен Хелла́уэлл (англ. Michael Stephen Hellawell; 30 июня 1938 — 18 июля 2023) — английский футболист, играл на позиции флангового нападающего.

## Биография

### Клубная карьера
В течение двух сезонов играл за «Куинз Парк Рейнджерс», сыграл за этот клуб в общей сложности 48 матчей и забил 8 голов.
В мае 1957 года Хеллауэлл перешёл в клуб Первого дивизиона «Бирмингем Сити»; сумма этого трансфера составила 6000 фунтов стерлингов, а «КПР» также получили Билла Финни. Дебютировал за «синих» в Первом дивизионе 7 сентября 1957 года в матче против «Ньюкасл Юнайтед»; «Бирмингем» проиграл ту встречу со счётом 1:4 и Хеллауэлл забил первый гол за новую команду. Это был единственный матч в том сезоне, поскольку затем он вернулся на военную службу.
В сезоне 1960/61 закрепился в основном составе «синих» и отыграл за этот клуб следующие пять с половиной сезонов, добившись успехом на клубном уровне. За этот период «Бирмингем» дошёл до финала Кубка ярмарок в 1961 году, в котором по сумме двух матчей уступил итальянской «Роме». В 1963 году «синие» завоевали Кубок Футбольной лиги после победы со счётом 3:1 по сумме двух матчей над «Астон Виллой». Всего в общей сложности сыграл за «синих» 213 матчей и забил 33 гола.
В январе 1965 года Хеллауэлл перешёл в «Сандерленд», в составе которого играл полтора года.
В сентябре 1966 года стали игроком «Хаддерсфилд Таун», за который играл в течение двух сезонов. В ноябре 1968 года перешёл в «Питерборо Юнайтед». На него, как на игрока, рассчитывал главный тренер «шикарных» Норман Ригби, который вскоре был уволен. Ставший тренером Джим Айли не рассчитывал на Хеллауэлла и объявил, что тот не входит в его планы. Он продолжил карьеру в любительском клубе «Бромсгроув Роверс», за который играл в течение трёх лет и в 1972 году ушёл из футбола.

### Карьера в сборной
Дебютировал за сборную Англии 3 октября 1962 года в матче со сборную Франции — та встреча закончилась со счётом 1:1. Всего за сборную Англии сыграл 2 матча, не отметившись забитыми мячами.

### Смерть
Скончался 18 июля 2023 года в возрасте 85 лет.

## Достижения
«Бирмингем Сити»
- Обладатель Кубка Футбольной лиги (1): 1962/63
- Финалист Кубка ярмарок (1): 1960/1961